# Lill-Sången, Hällefors kommun

Lill-Sången är en liten by i nordväst om Hällefors i Hällefors kommun, Örebro län. Byn ligger vid sjöarna Stor-Sången och Lill-Sången och har en badplats. Genom byn rinner Svartälven.
Sången har en motorstadion med en folkracebana och några MC-banor.